# David Lean
Sir David Lean, CBE (25 tháng 3 năm 1908 - 16 tháng 4 năm 1991) là một đạo diễn phim, nhà sản xuất, biên kịch và biên tập người Anh, từng sản xuất nhiều phim sử thi quy mô lớn như Cầu sông Kwai (1957), Lawrence xứ Ả Rập (1962) và Bác sĩ Zhivago (1965). Ông cũng đạo diễn các bộ phim chuyển thể tiểu thuyết của Dickens -  Gia tài vĩ đại (1946) và Oliver Twist (1948), và bộ phim lãng mạn Brief Encounter (1945).
Bắt đầu sự nghiệp làm nhà dựng phim đầu thập niên 1930, Lean có bộ phim đạo diễn đầu tay với In Which We Serve (1942), cũng là lần đầu tiên trong bốn lần hợp tác với Noël Coward. Khởi đầu với Summertime, Lean bắt đầu chuyển sang dòng phim sản xuất quốc tế với sự tài trợ của các xưởng phim lớn ở Hollywood. Sau sự thất bại của Ryan's Daughter (1970), ông hồi sinh sự nghiệp với Một chuyến đi đến Ấn Độ, chuyển thể từ tiểu thuyết của E. M. Forster, đó là một cú hích với các nhà phê bình nhưng vẫn chứng tỏ đó là bộ phim cuối cùng do ông đạo diễn.
David Lean được nhiều đạo diễn khác như Steven Spielberg và Stanley Kubrick ngưỡng mộ Lean được bầu chọn là đạo diễn phim lớn thứ 9 của mọi thời đại trong cuộc thăm dò ý kiến của Viện phim Anh Sight & Sound "Đạo diễn xuất sắc nhất do các đạo diễn bình chọn" năm 2002. Được đề cử bảy lần cho Giải Oscar cho đạo diễn xuất sắc nhất, ông đã giành giải này hai lần với Cầu sông Kwai và Lawrence xứ Ả Rập. Ông hiện là đạo diễn có nhiều phim nhất nằm trong danh sách 100 phim Anh hay nhất của Viện phim Anh với bảy tác phẩm (3 tác phẩm nằm trong top 5) và được trao tặng giải Thành tựu trọn đời của Viện phim Mỹ năm 1990.

## Tiểu sử và giáo dục
Lean sinh ra tại Croydon, Surrey (hiện thuộc Đại Luân Đôn, là con của Francis William le Blount Lean và Helena Tangye (cháu gái của Richard Tangye. Cha mẹ ông là tín đồ của phái Quakers và ông cũng là một học sinh của trường Leighton Park do Quaker thành lập tại Reading. Lean là một cậu học trò thiếu nhiệt tình với bản chất mơ mộng và bị bạn bè gắn biệt danh là một "kẻ bất tài". Ông đã bỏ lại tuổi thơ buồn của mình để vào công ty kế toán của cha làm người học việc. Ông in và phát triển các tác phẩm phim của mình và coi đó là "sở thích thú vị". Năm 16 tuổi, cha ông bỏ gia đình để theo đuổi một người phụ nữ khác, và Lean sau đó cũng theo con đường của cha mình sau lần kết hôn và sinh con đầu tiên.

## Sự nghiệp

### Thời gian làm nhà dựng phim
Chán nản với công việc của mình, Lean dành mỗi tối trong rạp chiếu phim, sau ông được một người cô khuyên nên tìm một công việc mà ông thích. Ông đã ghé thăm Gaumont Studios, tại đây ông đảm nhận vị trí cậu bé pha trà, sau đó được thăng làm quản gia và nhanh chóng trở thành trợ lý đạo diễn thứ ba. Đến năm 1930 ông làm biên tập viên trên các phim thời sự của cả công ty phim Gaumont và Movietone News, trong khi bước đầu tiên đến phim điện ảnh với Freedom of the Seas (1934) và Escape Me Never.

### Phim của Anh
Tác phẩm đầu tiên ông đạo diễn có sự hợp tác với Noël Coward trong In Which We Serve (1942), sau đó ông cũng chuyển thể một vài vở kịch của Coward thành phim thành công như This Happy Breed (1944), Blithe Spirit (1945) và Brief Encounter (1945). Brief Encounter chia sẻ giải Grand Prix danh dự tại liên hoan phim Cannnes 1946, giúp đem về cho Lean hai đề cử giải Oscar cho kịch bản chuyển thể xuất sắc nhất và đạo diễn xuất sắc nhất, trong khi Celia Johnson nhận một đề cử cho nữ diễn viên chính xuất sắc nhất. Bộ phim đã trở thành kinh điển và là một trong những tác phẩm Anh được đánh giá cao nhất.
Lean tiếp tục chuyển thể các tác phẩm của Charles Dickens - Gia tài vĩ đại (1946) và Oliver Twist (1948). David Shipman viết trong The Story of Cinema: Volume Two (1984): "Trong những phim khác của Dickens, chỉ có David Copperfield của tiệm cận sự xuất sắc của hai phim này, vì diễn xuất của phim gần như hoàn hảo". Đây là hai bộ phim đầu tiên do Lean đạo diễn có sự góp mặt của Alec Guinness, người Lean coi là một "bùa mê may mắn". Điều khoản mã sản xuất khiến ngày công chiếu phim tại Hoa Kỳ bị hoãn đến tháng 7 năm 1951 sau khi bị cắt giảm đến tám phút.

### Phim quốc tế
Summertime (1955) đánh dấu một hành trình mới cho Lean. Phim do Hoa Kỳ tài trợ một phần, mặc dù làm cho London Films của Kondra. Bộ phim có Katharine Hepburn đóng vai chính trong vai một người phụ nữ trung niên có một mối tình lãng mạn trong kỳ nghỉ ở Venice. Phim hoàn toàn được quay tại đây.
Những bộ phim của Lean giờ đây trở nên ít hơn nhưng mang quy mô lớn và phát hành rộng rãi hơn trên toàn cầu. Cầu sông Kwai (1957) dựa trên cuốn tiểu thuyết của Pierre Boulle thuật lại câu chuyện về những tù nhân Anh-Mỹ cố gắng sống sót trong một trại tù của Nhật trong Thế Chiến 2. Phim có sự tham gia của William Holden và Alec Guinness, trở thành phim có doanh thu cao nhất năm 1957 tại Hoa Kỳ. Phim đoạt bảy giải Oscar, bao gồm Giải Oscar cho phim hay nhất, Đạo diễn xuất sắc nhất và nam diễn viên chính xuất sắc nhất.
Sau khi mở rộng trường quay tại Trung Đông, Bắc Phi, Tây Ban Nha và một vài nơi nữa, Lawrence xứ Ả Rập dự kiến khởi chiếu năm 1962. Đây là dự án đầu tiên của Lean do biên kịch Robert Bolt chắp bút viết lại của Michael Wilson (một trong những biên kịch bị ghi vào danh sách đen của Cầu sông Kwai. Phim kể về T. E. Lawrence, một sĩ quan người Anh cùng người dân bán đảo Ả Rập chiến đấu trong Thế Chiến I. Phim giành tám giải Oscar, trong đó có Phim hay nhất và Đạo diễn xuất sắc nhất cho Lean.

## Danh tiếng và ảnh hưởng
Như chính Lean đã chỉ ra, những tác phẩm của ông thường được các đạo diễn đồng nghiệp ngưỡng mộ bởi cách biểu diễn nghệ thuật làm phim. Riêng Steven Spielberg và Martin Scorsese đều là người hâm mộ những bộ phim sử thi của ông, và ca ngợi ông là những ảnh hưởng chính lên họ. Spielberg và Scorsese cũng giúp phục nguyên Lawrence xứ Ả Rập vào năm 1989, được thay đổi đáng kể khi chiếu rạp từ xưởng phim cũng như các phiên bản chiếu lại trên truyền hình; các bản tái chiếu rạp đó đã làm sống lại danh tiếng của Lean.
Một vài trong số nhiều đạo diễn khác của thế kỉ hai mươi cũng thừa nhận ảnh hưởng đáng kể của Lean lên phong cách làm phim như Stanley Kubrick, George Lucas, Spike Lee và Sergio Leone.

## Giải thưởng và đề cử

### Giải Oscar
| Năm  | Hạng mục                          | Phim                                                                | Kết quả   |
| ---- | --------------------------------- | ------------------------------------------------------------------- | --------- |
| 1947 | Đạo diễn xuất sắc nhất            | Brief Encounter                                                     | Đề cử     |
| 1947 | Kịch bản chuyển thể xuất sắc nhất | Brief Encounter (chia sẻ với Anthony Havelock-Allan & Ronald Neame) | Đề cử     |
| 1948 | Đạo diễn xuất sắc nhất            | Gia tài vĩ đại                                                      | Đề cử     |
| 1948 | Kịch bản chuyển thể xuất sắc nhất | Gia tài vĩ đại (chia sẻ với Anthony Havelock-Allan & Ronald Neame)  | Đề cử     |
| 1956 | Đạo diễn xuất sắc nhất            | Summertime                                                          | Đề cử     |
| 1958 | Đạo diễn xuất sắc nhất            | Cầu sông Kwai (phim)                                                | Đoạt giải |
| 1963 | Đạo diễn xuất sắc nhất            | Lawrence xứ Ả Rập                                                   | Đoạt giải |
| 1966 | Đạo diễn xuất sắc nhất            | Bác sĩ Zhivago                                                      | Đề cử     |
| 1985 | Đạo diễn xuất sắc nhất            | Một chuyến đi đến Ấn Độ                                             | Đề cử     |
| 1985 | Kịch bản chuyển thể xuất sắc nhất | Một chuyến đi đến Ấn Độ                                             | Đề cử     |
| 1985 | Dựng phim xuất sắc nhất           | Một chuyến đi đến Ấn Độ                                             | Đề cử     |

### Giải Quả cầu vàng
| Năm  | Hạng mục               | Phim                         | Kết quả   |
| ---- | ---------------------- | ---------------------------- | --------- |
| 1958 | Đạo diễn xuất sắc nhất | The Bridge on the River Kwai | Đoạt giải |
| 1963 | Đạo diễn xuất sắc nhất | Lawrence of Arabia           | Đoạt giải |
| 1966 | Đạo diễn xuất sắc nhất | Doctor Zhivago               | Đề cử     |
| 1985 | Đạo diễn xuất sắc nhất | A Passage to India           | Đề cử     |
| 1985 | Kịch bản hay nhất      | A Passage to India           | Đề cử     |

### Giải BAFTA
| Năm  | Hạng mục                          | Phim                                                                  | Kết quả   |
| ---- | --------------------------------- | --------------------------------------------------------------------- | --------- |
| 1949 | Phim Anh hay nhất                 | Oliver Twist                                                          | Đề cử     |
| 1953 | Phim hay nhất từ bất cứ đâu       | The Sound Barrier                                                     | Đoạt giải |
| 1953 | Phim Anh hay nhất                 | The Sound Barrier                                                     | Đoạt giải |
| 1955 | Phim hay nhất từ bất cứ đâu       | Hobson's Choice                                                       | Đề cử     |
| 1955 | Kịch bản Anh xuất sắc nhất        | Hobson's Choice (chia sẻ với Norman Spencer và Wynyard Browne)        | Đề cử     |
| 1956 | Phim hay nhất từ bất cứ đâu       | Summertime (chia sẻ với Ilya Lopert)                                  | Đề cử     |
| 1958 | Phim hay nhất từ bất cứ đâu       | The Bridge on the River Kwai (chia sẻ với Sam Spiegel)                | Đoạt giải |
| 1958 | Phim Anh hay nhất                 | The Bridge on the River Kwai (chia sẻ với Sam Spiegel)                | Đoạt giải |
| 1963 | Best Film from any Source         | Lawrence of Arabia (chia sẻ với Sam Spiegel)                          | Đoạt giải |
| 1963 | Phim Anh hay nhất                 | Lawrence of Arabia (chia sẻ với Sam Spiegel)                          | Đoạt giải |
| 1967 | Phim hay nhất từ bất cứ đâu       | Doctor Zhivago (chia sẻ với Carlo Ponti)                              | Đề cử     |
| 1971 | Chỉ đạo xuất sắc nhất             | Ryan's Daughter                                                       | Đề cử     |
| 1985 | Phim hay nhất                     | A Passage to India (chia sẻ với John Brabourne và Richard B. Goodwin) | Đề cử     |
| 1985 | Kịch bản chuyển thể xuất sắc nhất | A Passage to India                                                    | Đề cử     |

In 1974, Lean nhận giải Giải BAFTA cho Thành tựu trọn đời.

### Các đề cử và giải thưởng khác
| Năm  | Giải                                                                 | Phim                                        | Kết quả   |
| ---- | -------------------------------------------------------------------- | ------------------------------------------- | --------- |
| 1944 | Silver Condor Award for Best Foreign Film                            | In Which We Serve (shared with Noel Coward) | Đoạt giải |
| 1954 | Gấu Vàng của liên hoan phim quốc tế Berlin                           | Hobson's Choice                             | Đoạt giải |
| 1946 | Giải Grand Prix của Liên hoan phim Cannes                            | Brief Encounter                             | Đoạt giải |
| 1949 | Giải Grand Prix của Liên hoan phim Cannes                            | The Passionate Friends                      | Đề cử     |
| 1966 | Cành cọ vàng                                                         | Bác sĩ Zhivago                              | Đề cử     |
| 1967 | David di Donatello cho Đạo diễn nước ngoài xuất sắc nhất             | Doctor Zhivago                              | Đoạt giải |
| 1958 | Giải Hội đạo diễn Mỹ cho đạo diễn phim điện ảnh xuất sắc nhất        | The Bridge on the River Kwai                | Đoạt giải |
| 1963 | Giải Hội đạo diễn Mỹ cho đạo diễn phim điện ảnh xuất sắc nhất        | Lawrence xứ Arabia                          | Đoạt giải |
| 1971 | Giải Hội đạo diễn Mỹ cho đạo diễn phim điện ảnh xuất sắc nhất        | Ryan's Daughter                             | Đề cử     |
| 1985 | Giải Hội đạo diễn Mỹ cho đạo diễn phim điện ảnh xuất sắc nhất        | A Passage to India                          | Đề cử     |
| 1974 | Giải Phim Anh Evening Standardcho phim hay nhất                      | Ryan's Daughter                             | Đoạt giải |
| 1946 | Hugo Award for Best Dramatic Presentation                            | Blithe Spirit                               | Đoạt giải |
| 1964 | Nastro d'Argento for Best Foreign Director                           | Lawrence of Arabia                          | Đoạt giải |
| 1984 | Kansas City Film Critics Circle Award for Best Director              | A Passage to India                          | Đoạt giải |
| 1964 | Giải Kinema Junpo cho Đạo diễn nước ngoài xuất sắc nhất              | Lawrence of Arabia                          | Đoạt giải |
| 1952 | Giải Ủy ban Quốc gia về Phê bình Điện ảnh cho Đạo diễn xuất sắc nhất | The Sound Barrier                           | Đoạt giải |
| 1957 | Giải Ủy ban Quốc gia về Phê bình Điện ảnh cho Đạo diễn xuất sắc nhất | The Bridge on the River Kwai                | Đoạt giải |
| 1962 | Giải Ủy ban Quốc gia về Phê bình Điện ảnh cho Đạo diễn xuất sắc nhất | Lawrence of Arabia                          | Đoạt giải |
| 1984 | National Board of Review Award for Best Director                     | A Passage to India                          | Đoạt giải |
| 1985 | National Society of Film Critics Award for Best Director             | A Passage to India                          | 3rd place |
| 1942 | New York Film Critics Circle Award for Best Director                 | In Which We Serve                           | 2nd place |
| 1953 | New York Film Critics Circle Award for Best Director                 | The Sound Barrier                           | 3rd place |
| 1955 | New York Film Critics Circle Award for Best Director                 | Summertime                                  | Đoạt giải |
| 1957 | New York Film Critics Circle Award for Best Director                 | The Bridge on the River Kwai                | Đoạt giải |
| 1965 | New York Film Critics Circle Award for Best Director                 | Doctor Zhivago                              | 2nd place |
| 1984 | New York Film Critics Circle Award for Best Director                 | A Passage to India                          | Đoạt giải |
| 1948 | Venice Film Festival Grand International Award                       | Oliver Twist                                | Đề cử     |
| 1984 | Writers Guild of America Award for Best Adapted Screenplay           | A Passage to India                          | Đề cử     |

### Sách tham khảo
- Alain Silver và James Ursini, David Lean and his Films, Silman-James, 1992.
- Kevin Brownlow, David Lean, Faber & Faber, 1997.
- Silverman, Stephen M., David Lean, Harry N. Abrams, 1989.
- Santas, Constantine, The Epics Films of David Lean, Scarecrow Press, 2011
- Turner, Adrian The Making of David Lean's Lawrence of Arabia (Dragon's World, Limpsfield UK, 1994)
- Turner, Adrian Robert Bolt: Scenes from two lives (Hutchinson, London 1998)
- Williams, Melanie, David Lean, (Manchester University Press, 2014)
- Morris, L. Robert and Lawrence Raskin, Lawrence of Arabia: the 30th Anniversary Pictorial History, Anchor Books, Doubleday, 1992